# Koj (Band)
Koj ist eine 2010 in Münster gegründete Indie-Band, die ihre Musik selbst als „Deep Dark Indie“ beschreibt.

## Geschichte
Die Band wurde von den Brüdern Nils und Simon von der Gathen sowie Alina Slegers, die später Simon von der Gathen heiratete und nun seinen Familiennamen trägt, gegründet. In der Zeit zwischen der Veröffentlichung des ersten und des zweiten Albums gehörte auch Peter Bergmüller, der den Bass spielte, zur Band.
Das erste Album Waters erschien am 10. März 2012. Das zweite Album All We Have Is Gold wurde am 7. Oktober 2017 veröffentlicht. Diese beiden Alben brachte die Band im Eigenvertrieb heraus.
Seit 2019 ist die Band bei dem Label Long Branch Records unter Vertrag. Das dritte Album Home erschien am 21. August 2020.

## Stil
Die Musik schreiben die drei Bandmitglieder gemeinsam, die Texte verfasst Alina von der Gathen.
Rezensenten beschreiben die Musik der Band als atmosphärisch und ordnen die Musik dem Genre Ambient Rock zu.

## Diskografie
Alben
- 2012: Waters
- 2017: All We Have Is Gold
- 2020: Home

## Musikvideos
- Echoes
- Gold
- Black Night
- Home
- Thunder
- Pamela
- Jenny
- Human Love